# Kerkhof van Maresquel
Het Kerkhof van Maresquel is een gemeentelijke begraafplaats in de Franse gemeente Maresquel-Ecquemicourt in het departement Pas-de-Calais. Het kerkhof ligt in het centrum van het dorp Maresquel, rond de Église Saint-Pierre.

## Brits oorlogsgraf
Op het kerkhof ligt een Brits oorlogsgraf uit de Eerste Wereldoorlog. Het graf is geïdentificeerd en wordt onderhouden door de Commonwealth War Graves Commission. In de CWGC-registers is het kerkhof opgenomen als Maresquel Churchyard.